# Santa Maria Regina Pacis

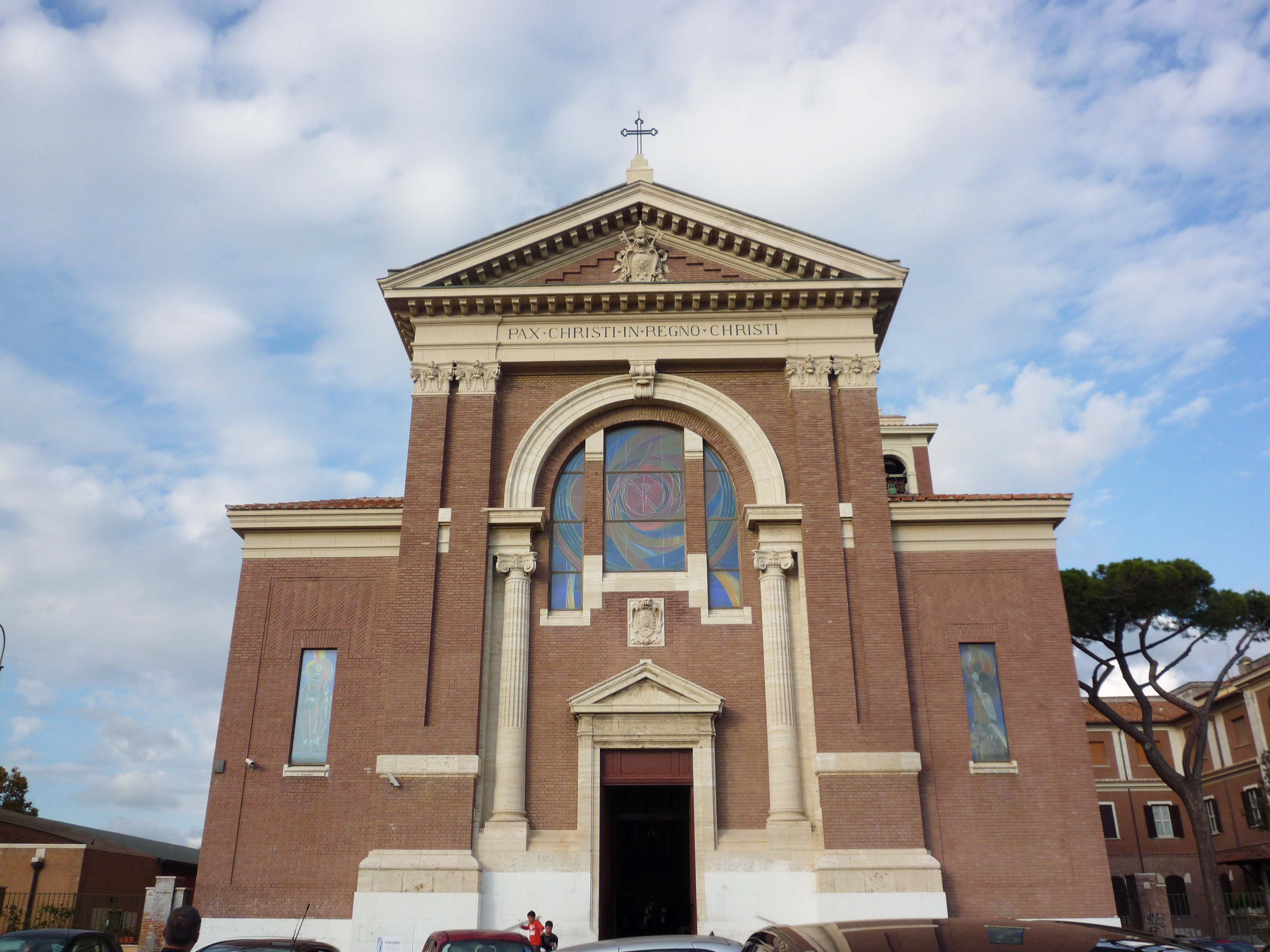
Außenansicht

Santa Maria Regina Pacis ist eine Pfarr- und Titelkirche in römischen Quartier Lido di Ostia Levante. Die Kirche wurde Maria unter ihrem Titel Königin des Friedens gewidmet. 

## Geschichte
Bis 1884 war die Gegend bevölkerungslos, da es sich um Feuchtgebiet handelte. Dann wurden die Sümpfe trockengelegt um Ackerland zu gewinnen. 1916 wurde mit den Planungen für die Kirche begonnen, um damit um ein Ende des Ersten Weltkrieges zu bitten, daher auch das Patronat Königin des Friedens. Zu dieser Zeit wurde von Papst Benedikt XV. in der Lauretanischen Litanei der Titel Königin des Friedens hinzugefügt. Am 21. Juni 1919  wurde der Grundstein gelegt und bis 1928 nach Entwürfen Giulio Magni gebaut. Obwohl der Bau vom Kardinalbischof von Ostia und Kardinaldekan Vincenzo Vannutelli unterstützt wurde, verzögerte sich die Fertigstellung aufgrund mangelnder Mittel. Im Juli 1926 wurde die Pfarrei gegründet. Am 20. Dezember 1928 wurde die Kirche geweiht. Anfangs sollten die Augustiner von der Basilica di Sant’Aurea die Kirche betreuen. Nach Fertigstellung der Kirche übernahmen aber die Pallottiner die Seelsorge.
1924 wurde eine elektrische Eisenbahn und 1927 mit der Via de Mare eine Hauptstraße dorthin eröffnet und die Gegend entwickelte sich zum Badeort. Mit einer Bevölkerungszahl nahe an hunderttausend Einwohnern war es damit eine der größten Siedlungen in Italien, ohne dass es eine Gemeinde war. 
Am 5. März 1973 wurde die Kirche durch Papst Paul VI. zur Titelkirche erhoben.

## Beschreibung

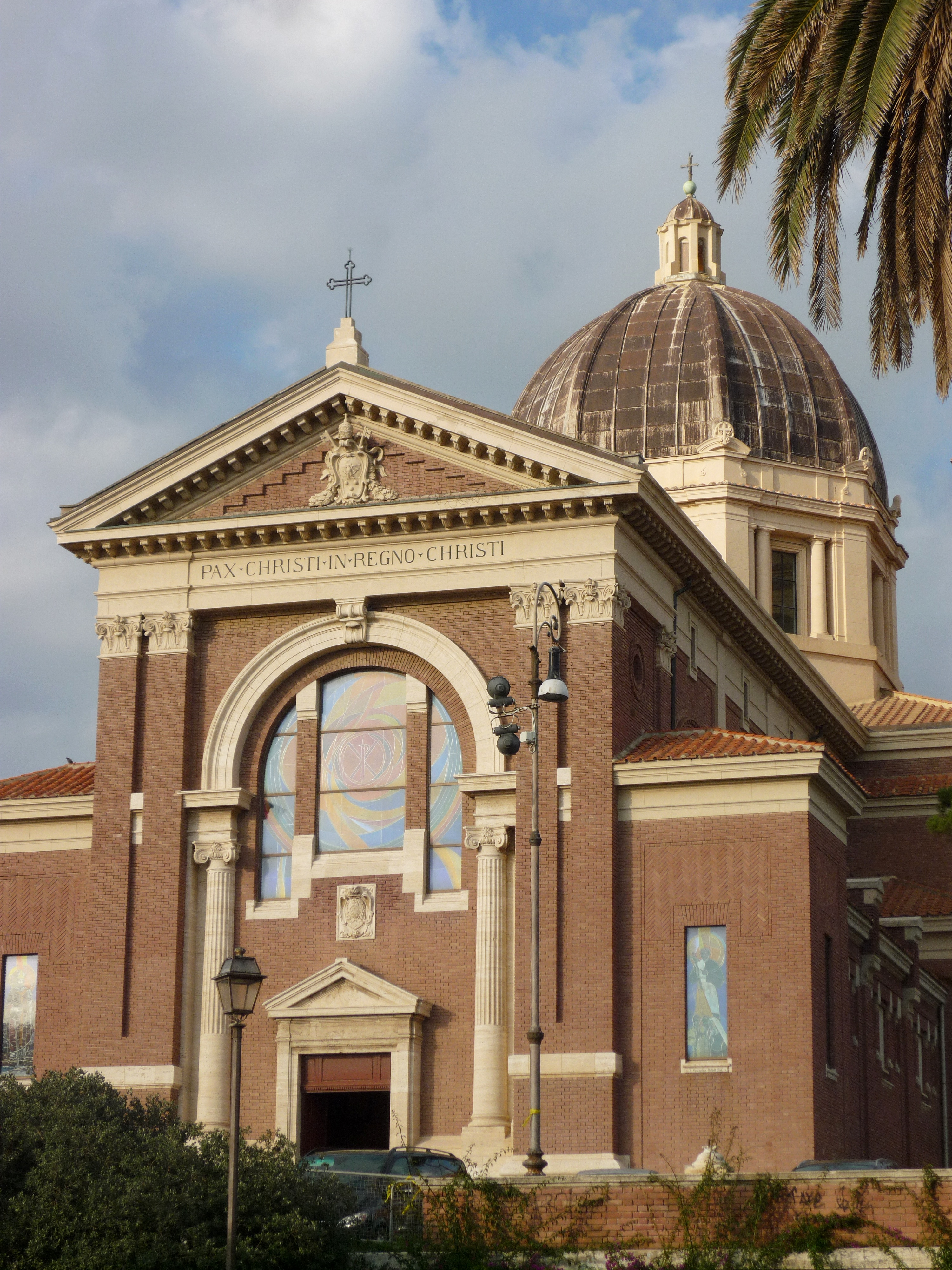
Fassade und Kuppel

### Äußeres
Die Kirche befindet sich leicht erhöht auf dem einzigen Hügel von Lido di Ostaia am Piazza Regina Pacis.
Der Grundriss ist ein lateinisches Kreuz mit einer achteckigen Kuppel (Höhe 42 Meter) in der Kreuzung.
Die Fassade ist nach Südosten in Richtung Meer ausgerichtet. In der Mitte der Fassade tragen zwei korinthische Säulen  einen Rundbogen, der ein Christusmonogramm einrahmt. Das Äußere wird von einem 42 Meter hohen Glockenturm dominiert.

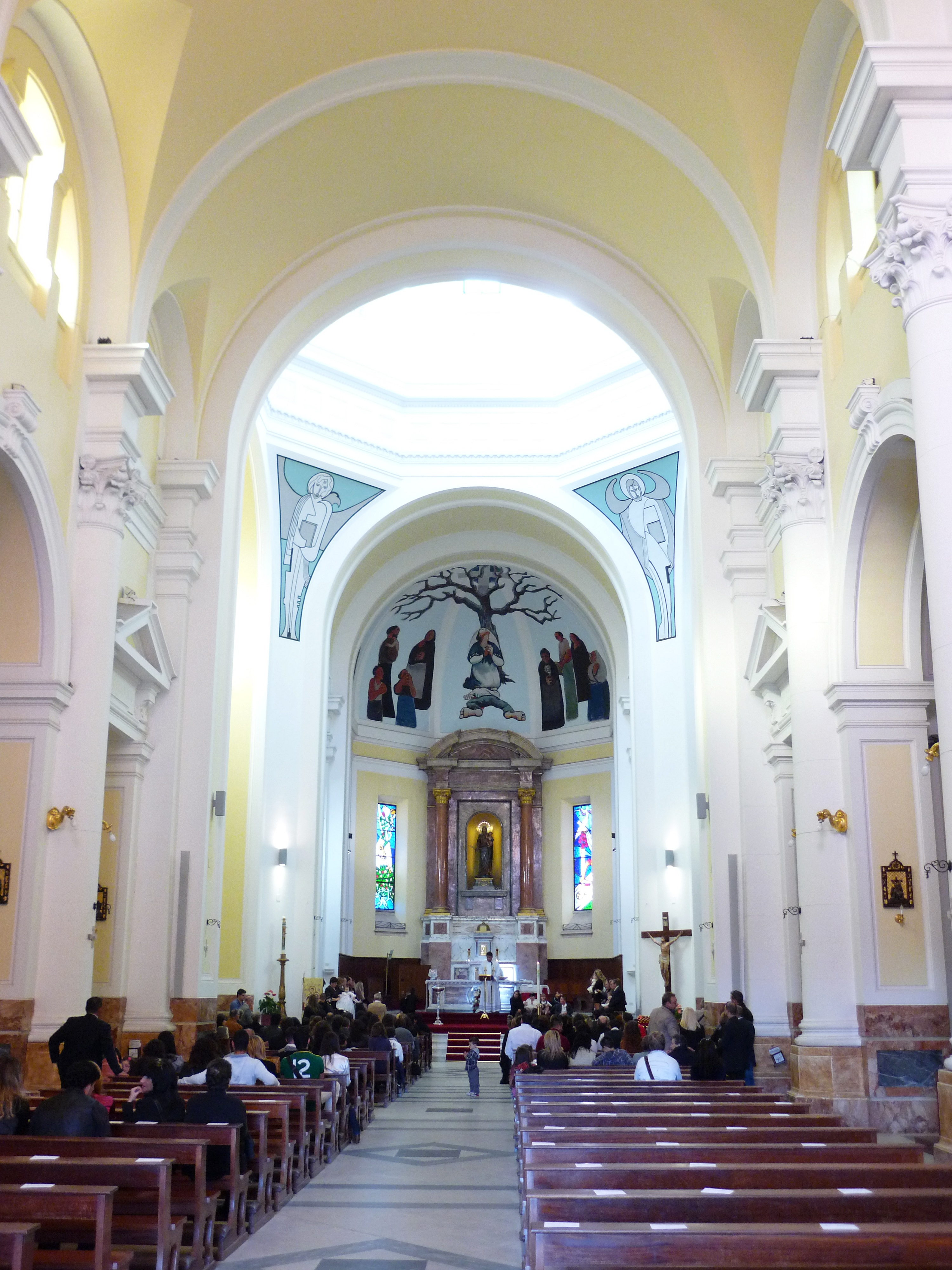
Der Innenraum

### Inneres
Der Stil der Kirche ist neobarock. Die beiden Querarme enden in rechteckigen Nischen mit einem großen Altar aus Marmor. Auf der rechten Seite ist ein großes Bild des heiligen Vincenzo Pallotti, welches von Mario Rosati gemalt wurde, und links ist es das Heiligste Herz Jesu. Die Gesamtlänge ist 56 Meter und die Gesamtbreite 21 Meter. 
Der Altarraum ist ein paar Stufen erhoben. In der Mitte steht ein großer Altar aus polychromem Marmor, der nach der Liturgiereform nach vorne gerückt wurde um die Messe zum Volk zu feiern. Darüber steht eine Marienfigur mit Kind.
Die Seitenkapellen sind auf der rechten Seite:
- Dem heiligen Antonius von Padua geweiht mit einer Statue von ihm mit dem Christuskind
- Der heiligen Therese von Lisieux gewidmet mit einer Malerei mit ihren herabfallenden Rosen
- Die dritte Kapelle ist die der Madonna von Pompei und hat eine Kopie der berühmten Ikone, die in der Nähe von Neapel verehrt wird.
- Die rechte Querschiffskapelle ist für den heiligen Vincenzo Pallotti.

Auf der linken Seite:
- In der linken Querschiffkapelle wird das Heiligste Herz Jesu verehrt. In einer Nische ist eine lebensechte moderne Statue des heiligen Pio von Pietrelcina.
- Im seitlichen Eingang sind ein modernes Bild der Geburt Christi und das Glasfenster des seligen Józef Stanek.
- Die dritte Kapelle ist dem heiligen Josef gewidmet.
- Die zweite Kapelle ist dem heiligen Augustinus von Hippo gewidmet. Das Altarbild zeigt das berühmte Gespräch mit seiner Mutter Monika in Ostia, kurz bevor sie an Malaria starb.
- Die erste Kapelle ist der Mater Dolorosa gewidmet.

#### Buntglasfenster
Am 28., 29. und 30. September 2007 wurden drei neue Glasfenster von Albano Poli enthüllt.
Im mittleren Fenster wird Christus dargestellt.
Auf den beiden einfachen Fenstern der beiden Seitenkapellen sind der heilige Augustinus von Hippo (links) und der heilige Vincenzo Pallotti dargestellt.
In weiteren Fenstern sieht man die beiden Päpste Johannes Paul II. und Paul VI. und die beiden polnischen Pallotinermärtyrer: den seligen Józef Jankowski, der im Konzentrationslager Auschwitz ermordet wurde, und den seligen Józef Stanek, der während des Warschauer Aufstandes 1944 ermordet wurde.

### Orgel
Auf der Cantoria steht eine Pfeifenorgel der Orgelbaufirma Mascioni (opus 862) aus dem Jahre 1965. Sie hat eine elektrische Traktur und verfügt über 27 Register, die auf zwei Manuale und Pedal verteilt sind. Seit 2008 ist der Organist Daniel Dugo. Die Disposition lautet wie folgt:
| I Grand'Organo C–c4 |       |
| Principale          | 8′    |
| Flauto Traverso     | 8′    |
| Dulciana            | 8′    |
| Ottava              | 4′    |
| Flauto a camino     | 4'    |
| XV                  | 2′    |
| Ripieno II          | 1 ⁄3′ |
| Ripieno IV          | 1⁄3′  |
| Tromba              | 8′    |
| Voce Umana          | 8′    |

| II Espressivo C–c4 |        |
| Principale         | 8′     |
| Bordone            | 8′     |
| Gamba              | 8′     |
| Flauto             | 4′     |
| Nazardo            | 2 ⁄3′  |
| Silvestre          | 2′     |
| Decimino           | 1 3⁄5′ |
| Pienino III        | 2′     |
| Oboe               | 8′     |
| Voce Celeste II    | 8′     |
| Tremolo            |        |

| Pedale C–g1    |     |
| Basso Dolce    | 16′ |
| Subbasso       | 16′ |
| Basso          | 8′  |
| Bordone        | 8′  |
| Corno Camoscio | 8′  |
| Flauto         | 4'  |

- Koppel:
  - Normalkoppeln: II/I, I/P, II/P
  - Superoktavkoppeln: I/I, II/I, II/II, I/P, II/P
  - Suboktavkoppeln: II/I, II/II

## Kardinalpriester
- James Darcy Freeman, Erzbischof von Sydney, 5. März 1973 – 16. März 1991
- Paul Joseph Phạm Đình Tụng, Erzbischof von Hanoi, 26. November 1994 – 22. Februar 2003
- Laurent Monsengwo Pasinya, Erzbischof von Kinshasa, 20. November 2010 – 11. Juli 2021
- William Goh, Erzbischof von Singapur, seit 27. August 2022